# Índice de vulnerabilidad

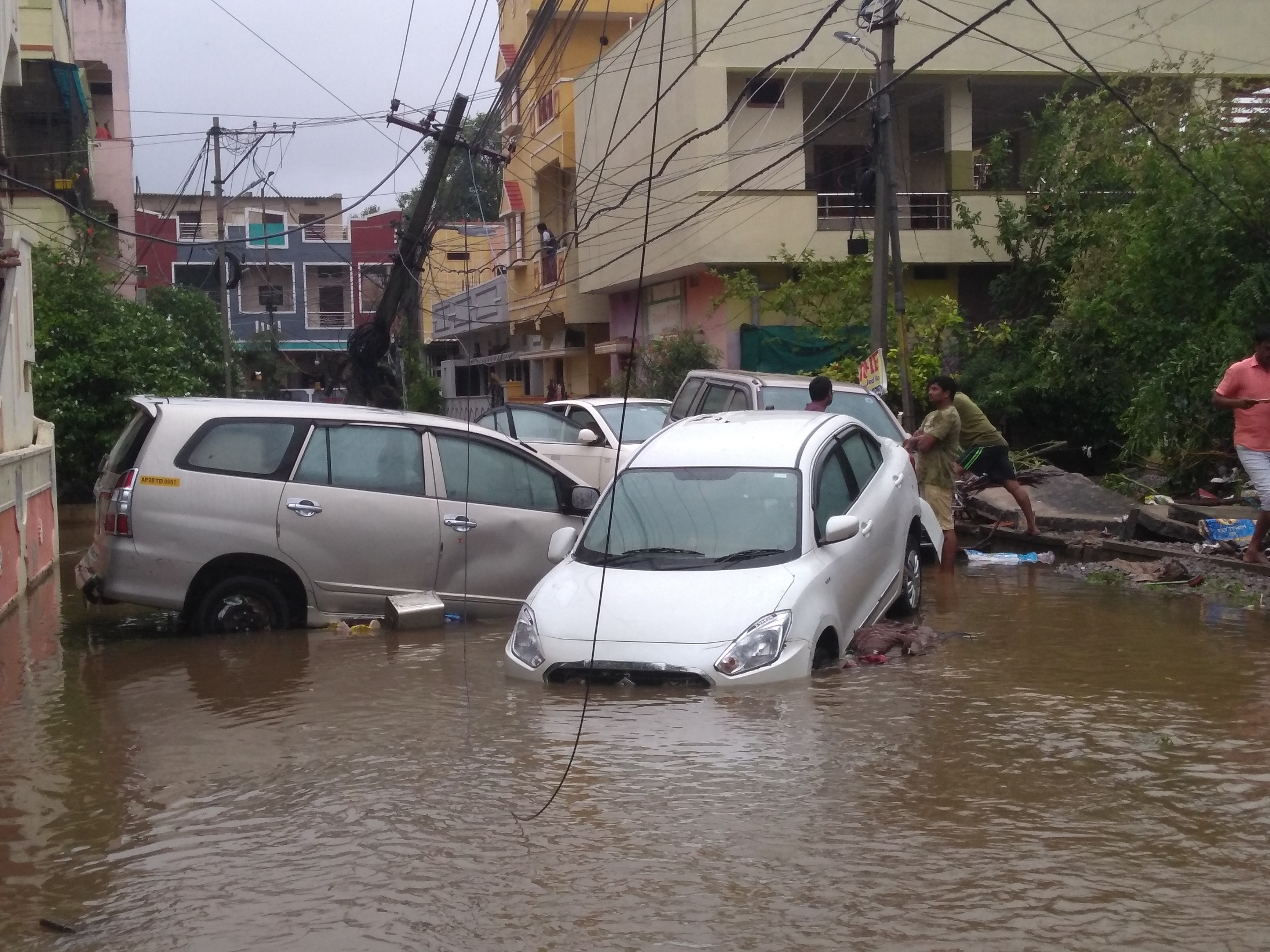
Inundaciones en Hyderabad en 2020. Un uso habitual de los índices de vulnerabilidad es medir el riesgo de inundaciones.

Un índice de vulnerabilidad es una medida de la exposición de una población a algún riesgo. Típicamente, el índice es un agregado de varios indicadores cuantitativos que, mediante una fórmula, entrega un único resultado numérico. A través un índice así «diversos asuntos pueden combinarse en un marco estandarizado... haciendo posibles las comparaciones». Por ejemplo, indicadores de las ciencias físicas (como la temperatura media) pueden combinarse con variables sociales, médicas e incluso psicológicas para, en administración de desastres, evaluar las potenciales complicaciones.
El origen de los índices de vulnerabilidad como herramienta de planificación de políticas está en el Programa de las Naciones Unidas para el Medio Ambiente. Uno de los participantes en los primeros grupos de trabajo también ha llevado a cabo investigación secundaria que documenta la evolución de esta herramienta analítica a través de varias etapas. El término y la metodología se ampliaron entonces a través de la literatura médica y el trabajo social, según el doctor James O'Connell, de la sanidad bostoniana para gente sin hogar.

## Metodología básica
Lino Briguglio, investigador de la Universidad de Malta, describe la metodología básica para construir un índice de vulnerabilidad. Las medidas individuales son ponderadas según su importancia relativa. Se genera entonces una puntuación acumulable, habitualmente sumando esos valores ponderados. Con árboles de decisión se pueden evaluar políticas alternativas. Gran parte de la investigación original ha sido evaluada por Lino Briguglio y presentadores en Oxford, proporcionando una fuente secundaria de material.

## Uso inicial
Un índice de vulnerabilidad compuesto surgió del trabajo de la Comisión del Pacífico Sur para la Geociencia Aplicada (SOPAC por sus siglas en inglés), Fiyi y el Grupo de Expertos en Índices de Vulnerabilidad durante su trabajo para la ONU, en respuesta a un llamamiento del Plan de Acción de Barbados sobre el Desarrollo Sostenible de Pequeños Estados Insulares en Desarrollo para la Alianza de Pequeños Estados Insulares (AOSIS por sus siglas en inglés).
Bruguglio participó en el desarrollo del modelo de índice de vulnerabilidad para la AOSIS. La Universidad de Malta es asimismo sede del Instituto de Islas y Pequeños Estados, una fundación para estudios internacionales. También participó el programa oficial neozelandés de ayuda al desarrollo (NZODA por sus siglas en inglés). En 1996, el concepto de un índice de vulnerabilidad compuesto había sido tentativamente adoptado por analistas políticos de la Commonwealth. En 1997, documentos oficiales de la unidad para pequeños estados insulares en desarrollo (SIDS por sus siglas en inglés) reflejaban el término "índice de vulnerabilidad", al menos internamente. También fue avanzado en canales de la Commonwealth. Hacia 1997, el personal del Secretario general de la ONU aprobó la publicación del término en el Informe sobre la elaboración de un índice de vulnerabilidad para los SIDS. Este concepto fue posteriormente adoptado por otros expertos en este campo y explícitamente nombrado así.
En un informe técnico de 1999 para la SOPAC, Kaly et al. trataron índices de vulnerabilidad más específicos. Una subsección de dicho informe se titulaba «Índice de Vulnerabilidad –medio ambiente», y el informe también contenía el concepto de "índice de vulnerabilidad medioambiental"

## Extensión del concepto general
El Grupo Intergubernamental de Expertos sobre el Cambio Climático (IPCC por sus siglas en inglés) abrazó la vulnerabilidad como categoría clave en 2001. Un artículo de 2002 aplicó un modelo de cálculo de la vulnerabilidad a la subida del nivel del mar para una comunidad costera estadounidense. En 2008, durante un Seminario de aumento de capacidad en Oxford, se presentó el "Índice de vulnerabilidad climática", con una aplicación a la protección de economías turísticas, que pueden ser importantes en pequeños países insulares y otros. En la época de ese seminario, los índices de vulnerabilidad se establecieron como herramientas de gobernanza. 
Aunque existen metodologías fiables para valorar la vulnerabilidad, las valoraciones resultantes se ven muy influidas por la disponibilidad de datos, su fiabilidad, su extensión en el pasado, su escala, los métodos de evaluación de los indicadores de vulnerabilidad, e incluso por la interpretación del concepto de "vulnerabilidad" y otros relacionados. Como resultado, existen muchos marcos e índices, ajustados a sistemas, áreas o circunstancias concretos, en vez de una definición o marco generales.

## En gestión de riesgos
El concepto ha sido ampliado y aplicado para calibrar los riesgos de desastres naturales y el papel que las circunstancias de la población desempeñan en convertir un fenómeno natural (por ejemplo una tormenta) en un desastre (por ejemplo si la tormenta puede producir un deslizamiento de tierra en un asentamiento muy poblado). En EE. UU. se ha hecho esto a nivel de condado. Lo lleva el Instituto de Investigación sobre Riesgos y Vulnerabilidad desde 2003.

## En medicina
En 2005 se propuso un índice de vulnerabilidad histopatológica a la arteriosclerosis. Posteriormente el doctor Jim O'Connell, del Hospital Bostoniano para Personas Sin Hogar, adoptó el término. También lo hizo la organización neoyorquina Common Ground (en inglés: terreno común), que dio a conocer el índice de vulnerabilidad de Santa Mónica (California), Nueva Orleans, Washington D. C., y lo que sus textos tildaban de «infame Skid Row del condado de Los Ángeles». Esta organización utiliza 8 indicadores sanitarios clave para medir la vulnerabilidad de una persona crónicamente sin hogar a una muerte temprana. El modelo se ha adoptado en los centros de las ciudades de Brisbane, Melbourne y Sídney.